# Adesmia fuentesii
Adesmia fuentesii là một loài thực vật có hoa trong họ Đậu. Loài này được G.F.Grandjot miêu tả khoa học đầu tiên.